# 猶太三角餛飩
猶太三角餛飩 （来自意第緒語：‎ ) ，簡稱猶太餛飩或三角餛飩，是個內餡為碎肉、馬鈴薯泥或其他馅料的小饺子，通常煮熟后放入鸡汤中食用，但也可以油炸食用。 类似于波兰和乌克兰的uszka 、俄罗斯的pelmeni、義大利的ravioli或tortellini 、德国的maultaschen ，以及中式的水餃和馄饨。傳統的面团是用面粉、水和鸡蛋混合並揉成薄片狀。一些现代厨师則會使用冷冻面团或馄饨皮。现成的猶太三角餛飩也能在超市的犹太冷冻区找到。

## 历史
在德系犹太人的家中，传统上 三角餛飩 在猶太新年 、赎罪日齋戒前以及大和撒那日和西赫托拉節時供应食用。  
過普珥节也會食用內餡為素食或乳制品的 猶太三角餛飩，因为 猶太三角餛飩 内部被隐藏的性质象徵著普珥节裡奇迹的“隐藏”性质。 但在许多社区，包肉的 猶太三角餛飩會在普林节時供应。特别是在七七節，包有甜奶酪馅的口味可作为乳制餐點的前菜或主菜。油炸的猶太三角餛飩也是光明节期間受欢迎的一道佳餚，因为油炸所用的油，可意味著光明节中的燈油奇迹。  
在 14 世纪，包餡的意大利面食可能已经從威尼斯相傳到德国的德系犹太人社圈裡。  

## 名稱
意第绪语单词‎ kreplekh是 krepl 的复数形式，是krap的小写形式，来自意第绪语的祖语中古高地德語，其中意思是“一块糕点”。来自同一源頭的德国 （“油炸糕点”）及其东中德方言变体 .
根据民間語源的角度來看，这个名字有时被解释为代表三个不是真正的节日的犹太节日的首字母，因此肉被面团覆盖：K 代表贖罪日 「（Eve of Yom） Kippur」，R 代表大和撒那日「（Hoshaana）Rabbah」，和P 代表普珥節「Purim]」 ，它们一起构成了单词 KReP。 

## 形状
有些厨师會使用方型的麵團，並把內線放進並折叠成三角形形狀。其他人使用圆形面团做城新月形，或两个方形面团。 